# آرسن کارامیان
آرسن روبرتی کارامیان (ارمنی: Արսեն Ռոբերտի Քարամյան؛ زادهٔ ۱۵ ژانویهٔ ۱۹۷۴) استاد دانشگاه، اقتصاددان, تاریخ‌نگار و سیاست‌مدار اهل ارمنستان است.

## زندگی‌نامه
وی در ۱۵ ژانویه ۱۹۷۴ در کاپان به دنیا آمد و از دانشکده تاریخ دانشگاه دولتی ایروان فارغ‌التحصیل گشت. وی برنده جوایزی همچون مدال موسس خورناتسی است.